# Пхапхунд
Пхапхунд (англ. Phaphund) — місто на півночі Індії, в штаті Уттар-Прадеш, в окрузі Аурайя.

## Географія
Місто знаходиться на північ від річки Джамни та міста Аурайя, на південний захід від Дібіапуру, на висоті 133 метри над рівнем моря.

## Демографія
За даними офіційного перепису 2001 року чисельність населення міста становила 15 341 осіб, з них 8145 чоловіків та 7196 жінок. Рівень грамотності населення міста становить 62 %, що вище, ніж середній по країні показник 59,5 %. Рівень грамотності серед чоловіків — 67 %, серед жінок — 56 %. Частка осіб віком до 6 років — 18 %.

## Транспорт
У місті Дібіапур, за кілька кілометрів на північний схід від Пхапхунда, є залізнична станція на лінії Делі — Хаора.